# Середньовасюганське сільське поселення
Сере́дньовасюга́нське сільське поселення (рос. Средневасюганское сельское поселение) — сільське поселення у складі Каргасоцького району Томської області Росії.
Адміністративний центр — село Середній Васюган.
Населення сільського поселення становить 1792 особи (2019; 2366 у 2010, 3159 у 2002).
Станом на 2002 рік існували Середньовасюганська сільська рада (села Мильджіно, Середній Васюган, присілок Волчиха) та Теврізька сільська рада (село Новий Тевріз). 2012 року до складу Середньовасюганського сільського поселення була приєднана територія ліквідованого Теврізького сільського поселення (село Новий Тевріз).

## Склад
До складу сільського поселення входять:
| Населений пункт        | Населення, осіб (2002) | Населення, осіб (2010) |
| ---------------------- | ---------------------- | ---------------------- |
| Волчиха, присілок      | 3                      | 2                      |
| Мильджіно, село        | 581                    | 438                    |
| Новий Тевріз, село     | 369                    | 226                    |
| Середній Васюган, село | 2206                   | 1700                   |